# Limenitis inornata
Limenitis inornata är en fjärilsart som beskrevs av Nakahara 1924. Limenitis inornata ingår i släktet Limenitis och familjen praktfjärilar. Inga underarter finns listade i Catalogue of Life.